# 决死二纵队司令部义泉村旧址
决死二纵队司令部义泉村旧址，位于山西省临汾市隰县黄土镇义泉村，是一处山西省文物保护单位。
2016年6月6日，决死二纵队司令部义泉村旧址公布为山西省文物保护单位，编号5-178，近现代类，年代为民国二十七年（1938）。